# Baccharidinae
Baccharidinae je podtribus glavočika,  dio tribusa Astereae. Postoje 25 rodova a tipični je gospina rukavica ili bakarec (Baccharis).

## Rodovi
1. Baccharis L. (445 spp.)
2. Pseudobaccharis Cabrera (7 spp.)
3. Exostigma G. Sancho (2 spp.)
4. Hinterhubera Sch. Bip. (9 spp.)
5. Laestadia Kunth (6 spp.)
6. Blakiella Cuatrec. (1 sp.)
7. Flosmutisia Cuatrec. (1 sp.)
8. Linochilus Bentham (60 spp.)
9. Laennecia Cass. (19 spp.)
10. Westoniella Cuatrec. (6 spp.)
11. Talamancaster Pruski (6 spp.)
12. Aztecaster G. L. Nesom (2 spp.)
13. Archibaccharis Heering (37 spp.)
14. Plagiocheilus Arn. ex DC. (6 spp.)
15. Diplostephium Kunth (53 spp.)
16. Parastrephia Nutt. (5 spp.)
17. Floscaldasia Cuatrec. (2 spp.)
18. Guynesomia Bonif. & G. Sancho (1 sp.)
19. Kieslingia Faúndez, Saldivia & Martic. (1 sp.)
20. Pacifigeron G. L. Nesom (2 spp.)
21. Podocoma Cass. (6 spp.)
22. Microgyne Less. (2 spp.)
23. Sommerfeltia Less. (2 spp.)
24. Asteropsis Less. (2 spp.)
25. Inulopsis O. Hoffm. (4 spp.)